# Agylla argentea
Agylla argentea là một loài bướm đêm thuộc phân họ Arctiinae, họ Erebidae.